# 왕과 나 (드라마)
《왕과 나》는 2007년 8월 27일부터 2008년 4월 1일까지 방송했던 SBS 월화 드라마로 조선 환관 김처선을 중심으로 하여 처음으로 환관의 일대기를 그렸다.

## 제작진

### 극본
- 유동윤

### 연출
- 김재형
- 손재성 → 이종수, 손재성

## 줄거리
조선 성종과 후에 폐서인이 되어 죽은 성종 부인 윤소화, 내시 김처선은 어릴 때 우연히 만나 가까이 지냈다. 성종과 소화는 정표를 나누어 가진 사이였고 처선은 남몰래 소화를 사모했다. 소화가 성종의 후궁이 되자 처선은 스스로 거세하고 내시가 되어 입궐한다.
처선은 판내시부사 조치겸의 양자가 되고 중전이 별세하자 후궁 소화가 중전에 오른다. 그러나 새 중전 소화는 친정의 세력이 없어 어려운 처지에 몰리고 강직한 성격의 시어머니인 인수대비와도 갈등을 겪는다. 남편 성종이 왕실 종친의 아내 어을우동과 외도를 하면서 이런 갈등이 격화되다가 오해를 받아 중전 자리에서 쫓겨나고 사저로 유폐되어 사약을 받는다. 폐서인 소화는 처선에게 어린 연산군이 훌륭한 임금이 되도록 지켜 달라고 부탁하며 자신을 연모하던 처선의 품에 안겨 눈을 감는다.
성종이 죽고 연산군이 보위에 오른다. 폐비 윤씨의 사건이 김자원의 발설로 연산군에게 알려지자 생모를 그리워하는 연산군은 어질고 총명하던 성격이 점점 난폭해지고 왕실과 조정에서 피바람을 일으키며 어머니의 원한을 갚아나간다. 연산군의폭정과 호화로운 생활은 당연히 민중들의 원한을 사고 처선은 술과 유흥을 중지하고 성군이 되라는 간청을 올리다 연산군의 칼에 무참히 살해된다. 결국 중종반정으로 진성대군이 왕위에 오르고 연산군은 폐위되어 강화도로 유배된다.

## 등장 인물

### 주요 인물
- 오만석 : 김처선 역
- 고주원 : 성종 역
- 구혜선 : 윤소화 역
- 이진 : 정현왕후 역
- 전광렬 : 조치겸 역 (2008년 3월 25일 61회 하차)
- 전인화 : 인수대비 역
- 안재모 : 정한수 역

### 왕실 인물들
- 김병세 : 세조 역
- 양미경 : 정희왕후 역
- 이풍운 : 단종 역
- 유민호 : 예종 역
- 이옥정 : 인혜왕대비 역
- 한다민 : 공혜왕후 한씨 역
- 한소정 : 엄귀인 역
- 윤혜경 : 정귀인 역
- 정태우 : 연산군 역
- 박하선 : 중전 신씨 역
- 오유나 : 장녹수 역
- 최완정 : 장상궁 역
- 이지오 : 의경세자 역
- 임성표 : 제안대군 역
- 노영학 : 진성대군 역

### 내시부 인물들
- 한정수 : 도금표 역
- 김하균 : 장순무 역
- 김명수 : 양성윤 역
- 김세현 : 최자치 역
- 김영준 : 홍귀남 역
- 강인형 : 문소운 역
- 김용헌 : 엄경환 역
- 이건주 : 송개남 역
- 이상원 : 심기수 역
- 전태수 : 한치근 역
- 강민석 : 황귀동 역
- 안정훈 : 박근수 역
- 서민우 : 송만득 역
- 강재 : 김자원 역
- 이현 : 이공신 역
- 유병준 : 안병두 역
- 최병학 : 김연 역
- 유종근 : 홍득경 역
- 진봉진 : 최숙손 역

### 궁인 세력들
- 양정아 : 오상궁 역 - 김처선의 생모
- 김정민 : 버들이 역
- 최은숙 : 대전상궁 역
- 전현아 : 나상궁 역
- 오아랑 : 박상궁 역
- 봉혜선 : 홍상궁 역
- 최하나 : 홍비 역
- 임지현 : 달래 역

### 내자원 사람들
- 윤유선 : 월화 역 - 김처선의 양모
- 여운계 → 김수미 : 쇠귀노파 역
- 강남길 : 최참봉 역
- 박경환 : 최참봉 집사 역
- 김미려 : 탄실네 역
- 안길강 : 개도치 역

### 폐비 윤씨 가족들
- 선우재덕 : 윤기견 역 - 폐비 윤씨의 아버지. 함안부원군
- 최정원 : 장흥 부부인 고령 신씨 역 - 폐비 윤씨의 어머니. 부부인
- 정은찬 : 윤기현 역 - 폐비 윤씨의 오빠. 병조참판 후일 의정부 좌의정
- 신귀식 : 신숙주 역 - 폐비 윤씨의 외당숙

### 조정 대신들
- 김종결 : 한명회 역
- 최종환 : 윤호 역
- 차광수 : 박진성 역
- 김영선 : 유자광 역
- 임병기 : 임사홍 역
- 신귀식 : 신숙주 역
- 이경영 : 이세좌 역
- 김익태 : 어유소 역
- 이배국 : 여자신 역
- 송석호 : 신승선 역
- 김상원 : 신수근 역
- 차기환 : 박원종 역
- 맹봉학 : 성희안 역
- 박규점 : 류순정 역
- 나재균 : 육구현 역
- 원종선 : 권상필 역
- 이성 : 노사신 역

### 아역 인물들
- 유승호 : 어린 성종 (자을산군) 역
- 주민수 : 어린 김처선 (김천동) 역
- 박보영 : 어린 폐비 윤씨 (윤소화) 역
- 정윤석 : 어린 연산군 역
- 김희정 : 어린 공혜왕후 역
- 백승도 : 어린 정한수 역
- 전하은 : 어린 문소운 역
- 조정은 : 어린 버들이 역
- 신태훈 : 어린 홍귀남 역
- 유태웅 : 어린 최자치 역
- 박지훈 : 견습 내시 역 (2회)
- 맹창민 : 어린 송개남 역
- 최수한 : 어린 김자원 역
- 호효훈 : 어린 윤기현 역

### 그 외 인물
- 신구 : 노내시 역 - 조치겸, 정한수 양부 (2007년 12월 4일 하차)
- 전혜빈 : 설영 역 (2008년 2월 4일 하차)
- 김사랑 : 어을우동 역 (2008년 1월 29일 하차)
- 김소현 : 정씨 역 - 조치겸 아내
- 홍소희 : 계향 역
- 김혁 : 박덕후 역
- 성우진 : 태강수 이동 역
- 이일재 : 김자명 역
- 함은정 : 길녀 역
- 정기성 : 지거비 역
- 양동재 : 최설리 역
- 이대로 : 심마니 역
- 박종설 : 종약서원장 역
- 손건우 : 고동선 역
- 설지윤 : 감찰상궁 역
- 조선옥 : 궁기행수 역
- 성민수 : 금부도사 역

## 수상[1]
- 2007년 2007 SBS 연기 대상 남자 연기상 - 오만석
- 2007년 2007 SBS 연기 대상 남자 최우수 연기상 - 전광렬
- 2007년 2007 SBS 연기 대상 남자 아역상 - 유승호, 주민수
- 2007년 2007 SBS 연기 대상 여자 아역상 - 박보영
- 2007년 2007 SBS 연기 대상 공로상 - 신구
- 2007년 2007 SBS 연기 대상 뉴 스타상 구혜선

## 결방
- 2007년 9월 24일 - 오후 8시 30분부터 9회 ~ 10회 연속 방송·편성
- 2007년 9월 25일 - 추석 특선 영화 《미녀는 괴로워》 방송·편성으로[2] 인해 결방
- 2007년 12월 31일 - 《2007 SBS 연기 대상》 방송·편성으로[3] 인해 결방

## 참고 사항
- 실존 인물 김처선은 4대 왕 세종에서 10대 연산군까지 환관으로 있었다. 그러나 해당 드라마에서는 제9대 성종 때 내시가 되는 것으로 묘사된다.
- 극중 조선 예종이 독살되는 것으로 묘사하여 역사 왜곡이 지나치다는 비판을 받았다.[4]
- 성종 초비 한명회 딸 공혜왕후는 성종이 왕이 되기 전에 혼인하였는데 드라마에서는 성종이 즉위한 후 간택된 것으로 그린다.
- 당초 50부작에서 16회 늘어난 66부작으로 종영할 예정이었는데 이렇게 된 건 후속으로 방송·편성 예정된 《카인과 아벨》 제작 지연에 따른 것으로 풀이되나[5] 대본이나 제작 여건이 충족되지 못 하는 등 복합적인 이유로 이 드라마의 첫 방영이 미뤄져 3회 축소된 63회로 간신히 막을 내렸다.
- 쇠귀노파(쇠기노파) 역의 여운계가 건강 문제로 도중 하차하여 김수미로 배우가 바뀌었다.[6]
- 2008년 1월 5일을 기해 김재형 연출자가 도중 하차하였다.[7] 연출자 교체 원인은 고령인 김재형 PD의 건강 문제인 것으로 알려졌다. 그러나 출연자 중 1명인 전인화 남편 유동근이 제작진을 폭행한 사건으로 불미스러운 일이 나 MBC 월화 드라마 《이산》에 뒤지는 시청률 부진과 연관이 있다는 추측도 있다.[8]
- 당초 박상민이 성종 역으로 낙점되었으나 여러 문제로 인해 캐스팅이 무산됐다[9].
- 당초 《내 남자의 여자》 후속으로 방송·편성할 예정이었는데 캐스팅 상의 문제 때문에 어려움을 겪어오자[10] SBS는 《강남엄마 따라잡기》를 대타로 올렸고 이 때문에 《강남엄마 따라잡기》 후속으로 바뀌었으며 원래 2007년 8월 20일에 첫 방송될 예정이었지만 16부작으로 기획·방송되었던 《강남엄마 따라잡기》가 2회 연장된 18회로 종영함에 따라[11] 2007년 8월 27일로 첫 회가 편성 변경되었다.